# Morsea islandica
Morsea islandica is een rechtvleugelig insect uit de familie Eumastacidae. De wetenschappelijke naam van deze soort is voor het eerst geldig gepubliceerd in 1981 door Rentz & Weissman.